# Empoasca lutova
Empoasca lutova är en insektsart som beskrevs av Irena Dworakowska 1972. Empoasca lutova ingår i släktet Empoasca och familjen dvärgstritar. Inga underarter finns listade i Catalogue of Life.